# Гуменюк Тетяна Костянтинівна
Гуменюк Тетяна Костянтинівна (нар. 12 серпня 1957, с. Шевченкове, Кілійського району Одеської області) – українська науковиця, театрознавець, доктор філософських наук (2002), професор (2004), проректор з науково-методичної роботи Київського національного університету культури і мистецтв, заслужений працівник освіти України.

## Професійна діяльність
- 1979 - закінчила Київський інститут театрального мистецтва

- 1980 - працівник у Національній музичній академії України ім. П. І. Чайківського у Києві

- 1988 – професор кафедри теорії та історії культури

- 2005-до сьогодні – проректор з навчальної роботи у Київському національному університеті культури і мистецтв[1]

## Наукова, навчально-методична робота
Тетяна Костянтинівна автор численних наукових й науково-методичних праць. Член експертної комісії зі спеціальності 034 Культурологія Департаменту атестації кадрів вищої кваліфікації МОН України.
Член редколегії наукових журналів «Питання культурології» та «Культура і мистецтво в сучасному світі». Організовує роботу по розробці навчальних програм науково-педагогічних працівників, відповідає за підвищення кваліфікації викладацького, професорсько-викладацького складу, керує роботою по впровадженню в освітній процес сучасних технологій.
Розробник освітніх,  освітньо-наукових програм, паспортів наукових спеціальностей з культурології та мистецтвознавства. Член Спеціалізованої Вченої ради по захисту докторських дисертацій зі спеціальності «Теорія та історія культури». Активний учасник численних міжнародних та всеукраїнських конференцій.

## Коло наукових інтересів
- теорія та історія культури,
- сучасна культурологія,
- креативні індустрії,
- міждисциплінарні підходи, що поєднують культурологічно-мистецтвознавчі й філософсько-естетичні знання.

Здійснює наукове керівництво докторськими, кандидатськими та магістерськими дослідженнями.

## Профілі
Google Scholar: https://scholar.google.com.ua/citations?hl=ru&user=Vtmjb4YAAAAJ
ORCID iD: https://orcid.org/0000-0001-9210-6424
Scopus Author Identifier: 57218682701